# Siergiej Wiktorowicz Michiejew
Siergiej Wiktorowicz Michiejew ros. Сергей Викторович Михеев (ur. 22 grudnia 1938 r. w Chabarowsku) – radziecki i rosyjski konstruktor lotniczy w biurze Kamowa. Doktor nauk technicznych, akademik Rosyjskiej Akademii Nauk, Bohater Federacji Rosyjskiej, Zasłużony Naukowiec Federacji Rosyjskiej, laureat Nagrody Lenina i Państwowej Nagrody Federacji Rosyjskiej.

## Życiorys
Jego ojciec był przenoszony kilkakrotnie z powodów służbowych, dlatego też Michiejew dzieciństwo i młodość spędził na Dalekim Wschodzie i Północy ZSRR. W 1956 r. ukończył w Anadyrze naukę. W tym samym roku został przyjęty na Wydział Inżynierii Lotniczej Moskiewskiego Instytutu Lotniczego, który ukończył w 1962 r. Swoimi badaniami w zakresie konstruowania śmigłowców zwrócił uwagę Nikołaja Kamowa, który zatrudnił go w swoim biurze konstrukcyjnym.
W 1973 r. został mianowany głównym projektantem biura, od 1987 r. pełnił funkcję generalnego projektanta. Pod jego kierownictwem powstały konstrukcje najbardziej związane z działalności biura, tj. Ka-27, Ka-29, Ka-31, Ka-50 oraz Ka-52.
W 1997 r. otrzymał tytuł Bohatera Federacji Rosyjskiej, w tym samym roku został prezesem i głównym projektantem spółki Kamowa. W 2000 r. został powołany w skład członków korespondentów Rosyjskiej Akademii Nauk. Od 2011 r. jest członkiem Rosyjskiej Akademii Nauk.

## Ordery i odznaczenia
Za swą działalność został odznaczony:
- Bohater Federacji Rosyjskiej (1997)[5],
- Order Lenina,
- Order Rewolucji Październikowej,
- Nagroda Leninowska (1982),
- Państwowa Nagroda Federacji Rosyjskiej (1996),
- Nagroda A. N. Tupolewa Rosyjskiej Akademii Nauk (1997).